# Waxiang
Pour les articles homonymes, voir Xiang.
Pour le personnage de la série Soul, voir Chai Xianghua.
Le waxiang (chinois simplifié : 瓦乡话 ; chinois traditionnel : 瓦鄉話 ; pinyin : wǎxiānghuà) ou xianghua (chinois simplifié : 乡话 ; chinois traditionnel : 鄉話 ; pinyin : xiāng huà, waxiang : ɕioŋ55 tsa33) est un dialecte non classifié du chinois. Il est parlé dans l'ouest de la province du Hunan en République populaire de Chine. Il voisine la zone où est parlée au nord le mandarin (mandarin du sud-ouest) et le xiangyu (湘语/湘語) au sud. 